# Polizeiauto 99
Polizeiauto 99 (Englischer Originaltitel Car 99) ist ein US-amerikanischer Spielfilm von 1935 im Genre des Kriminalfilms und der Filmkomödie, dessen Handlung im Milieu der Michigan State Police angesiedelt ist.

## Handlung
In dem kleinen Ort Crow River, Michigan, hat sich eine Gangsterbande aus Detroit unter der Führung von John Vilker alias Professor Anthony etabliert, der sich als harmloser Gelehrter ausgibt. Der naive alte Sheriff Peter Arnot ist hauptsächlich mit seinen Privatgeschäften statt seinen Dienstpflichten beschäftigt und ahnt nichts von den kriminellen Aktivitäten der Gang, die einen großen Coup in Form eines Banküberfalls vorbereitet. Den neuen technischen Methoden der Staatspolizei von Michigan steht der alte Sheriff ohnehin skeptisch gegenüber. Der „Professor“ wird von seiner attraktiven Tochter Nan begleitet, die auch das Gangsterauto fährt.
Das Gangsterauto ist mit einer Maschine ausgerüstet, die künstlichen Nebel erzeugen kann, mit dem Verfolger abgehängt werden können. Mit einer mechanischen Vorrichtung können blitzschnell die Kraftfahrzeugkennzeichen des Wagens gewechselt werden. Außerdem hören die Gangster den Polizeifunk ab, so dass sie immer über den Standort der Streifenwagen der Staatspolizei informiert sind und diesen auf der Flucht ausweichen können.
Ross Martin ist Rekrut der Staatspolizei und mit der Telefonistin Mary Adams befreundet. Im Dienst fährt er den Streifenwagen Nr. 99. Um ihren großen Coup auszuführen, überfallen Mitglieder der Bande die Funkzentrale der Staatspolizei, wodurch die Streifenwagen nicht mehr koordiniert eingesetzt werden können. Doch hat der „Professor“ nicht bedacht, dass das Funknetz der Massachusetts State Police auf derselben Wellenlänge arbeitet und als Ersatz benutzt werden kann.
Als Nan mit dem Gangsterauto zu schnell fährt, wird sie von Ross Martin kontrolliert. Als sie nach der Kontrolle wieder anfahren will, bedient sie aus Versehen den Knopf, der den Kennzeichenwechsel auslöst, was von Martin bemerkt wird. Martin gelingt es, einen der Gangster festzunehmen. Doch der Verbrecher schlägt Martin hinterhältig nieder und flieht. Daraufhin wird Martin vom Dienst suspendiert.
Doch Martin will seinen Fehler wieder gutmachen. Auf eigene Faust verfolgt er mit einem Polizeimotorrad die Bande. Er springt in voller Fahrt vom Motorrad auf das Trittbrett des Gangsterautos und zwingt die Bande mit vorgehaltener Waffe, sich zu ergeben. Durch seine mutige Tat ist Martin rehabilitiert und wird wieder in die Staatspolizei aufgenommen.

## Produktionshintergrund
Das Drehbuch basiert auf einer Artikelserie des Journalisten und Autors Karl Detzer (1891–1987) in der Saturday Evening Post, in der er über die Tätigkeit der Michigan State Police berichtete.

## Veröffentlichung
Offizieller Kinostart in den USA war am 2. März 1935. Die deutsche Erstaufführung in synchronisierter Fassung erfolgte am 4. Oktober 1935 im Berliner Primus-Palast. Das deutsche Dialogbuch verfasste Isolde Lange. Die Dialogregie oblag Harry Frank. Am 8. November 1935 wurde die deutsche Synchronfassung in den Dresdner Zentrum-Lichtspielen aufgeführt.
Weitere Synchrontitel sind Pistas secretas (Spanien), Det flyvende korps (Dänemark), L’infernale Poursuite (Frankreich) und Pattagulia allerme (Italien).
Der Film ist einer von über 700 Filmen der Paramount, die zwischen 1929 und 1949 entstanden und für die Fernsehvermarktung an die Universal verkauft wurden. Universal erwarb die Vermarktungsrechte an diesem Film 1958.

## Kritik
Die New York Times beurteilte den Film in ihrer Ausgabe vom 23. Februar 1935 anlässlich der Premiere im Rialto aufgrund seiner spannenden Handlung und Actionszenen sehr positiv. Insbesondere wurde die schauspielerische Leistung von Marina Koshetz (auch bekannt als Marina Schubert, 1912–2000) in der Rolle der Nan hervorgehoben.

## Trivia
Die Michigan State Police produzierte 1937 den Dokumentarfilm Your State Police, in dem über die Aufgaben der Staatspolizei und die Ausbildung ihrer Angehörigen informiert wurde.